# Col·legi de Jesús-Maria
El Col·legi de Jesús-Maria és un edifici del barri de Sant Gervasi - la Bonanova, catalogat com a bé cultural d'interès local.

## Història

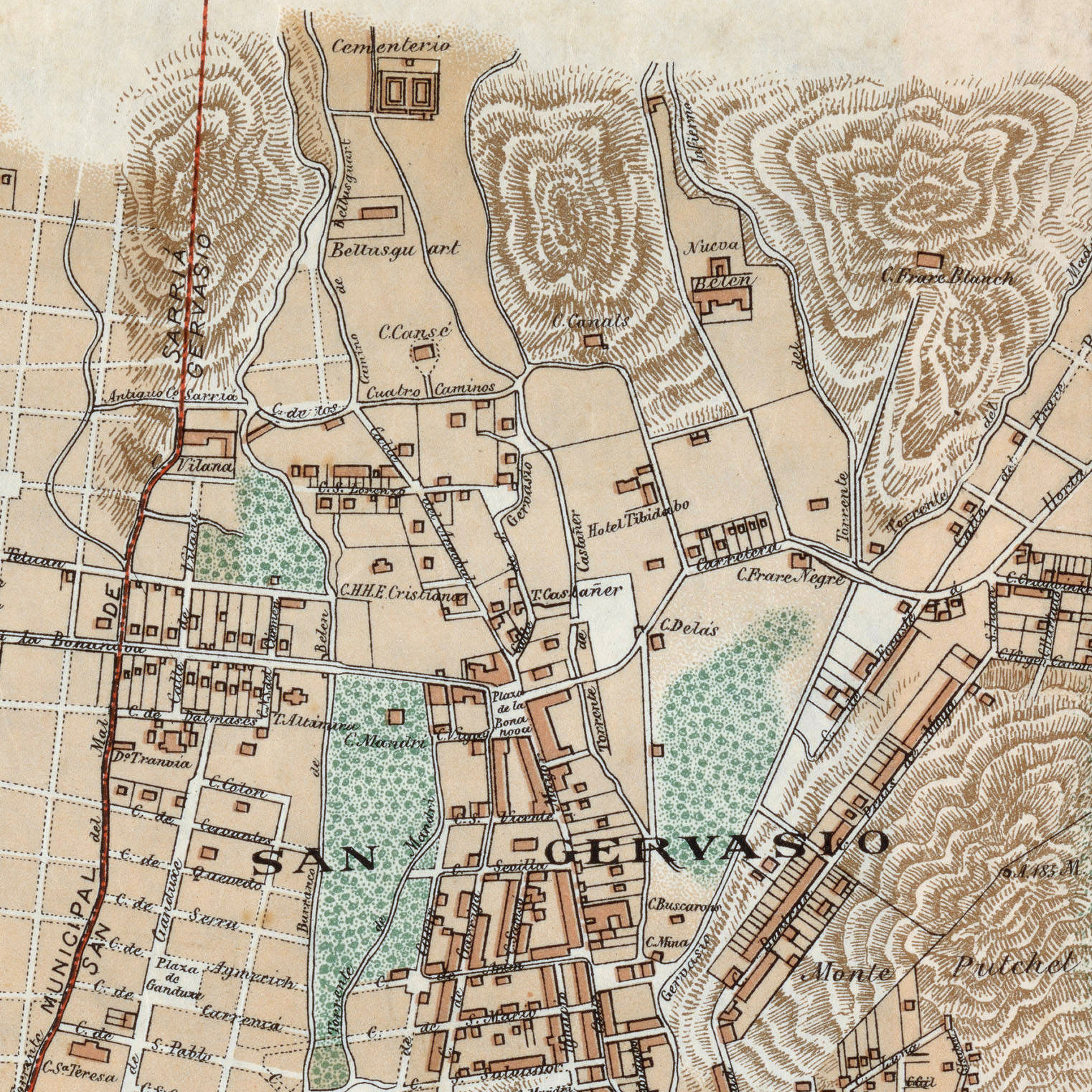
Plànol del 1890, on es pot llegir «Hotel Tibidabo»

Va ser projectat el 1892 per l'arquitecte Enric Sagnier als terrenys de l'antiga Torre Bellsolell, posteriorment ocupada per l'Hotel Tibidabo. El 1893, les religioses de Jesús-Maria van demanar permís per a construir-hi un clavegueró, segons el projecte del mateix Sagnier. El 1898, aquest presentà el projecte d'un pavelló per a Francesca Soley.

## Descripció
És un edifici escolar aïllat de planta rectangular organitzat al voltant d'un pati. La composició en planta segueix un estricte eix de simetria longitudinal que es genera a partir de l'accés principal a l'edifici en la façana sud-est. Aquest eix continua pel jardí fins a centrar l'accés de la parcel·la des del passeig Sant Gervasi. Consta de planta baixa i tres plantes pis en el cos principal mentre les ales laterals presenten una quarta planta pis i un pis semisoterrani.
L'accés principal és fa a través d'una escalinata monumental i dona pas a una zona de vestíbul que conté l'escala d'accés als nivells superiors. Al voltant del pati hi ha el cos principal, que té l'accés, les dues ales laterals i un cos que tanca la formació de la mateixa alçada que el volum principal. Disposa d'una capella de grans dimensions ubicada en l'ala lateral.
La façana principal reflecteix la composició de la planta al presentar el volum central retirat respecte als testers del cossos laterals. L'espai que es crea davant la façana s'aprofita per ubicar la gran escalinata d'accés i un volum sortint que fa de porxo d'entrada i galeria de la planta noble. Aquest volum sortint també té una important funció simbòlica, ja que recolza un gran pinacle que s'inicia en el terrat de la galeria i s'alça per sobre del volum central. Cal ressaltar la riquesa artística d'aquest pinacle que inclou com a base un frontis que recolza elements propis de la façana d'una catedral; falses finestres coronelles, florons, pinacles secundaris i el dosser de la imatge de la Mare de Déu.
La resta de façanes s'organitzen en eixos verticals d'obertures ritmades amb finestres separades per senzilles pilastres de tota l'alçada de l'edifici. Cal mencionar que les finestres de la planta noble són rectangulars sense cap decoració contrastant amb la resta de pisos en que són d'estètica gòtica, algunes d'elles coronelles. El parament està fet amb maó vist de i carreus de pedra blanca. La coberta combina parts de terrat amb parts de teulada a doble vessant. La trobada de les cobertes inclinades amb la façana es soluciona amb un ritme de pinacles i petites cobertes a dues aigües alternats. Cal destacar el delicat treball de la pedra que s'utilitza per crear la decoració de les façanes, sobretot les escultures religioses o místiques i els motius florals. L'edifici es considera neogòtic per l'estil de les decoracions i els elements arquitectònics utilitzats; arcs apuntats, traceria, pinacles, finestres coronelles, arcuació cega entre d'altres.
El col·legi conserva algunes obres d'Antoni Gaudí procedents de l'antic Col·legi de Jesús-Maria de Sant Andreu de Palomar, concretament uns mobles i unes abraçadores per a il·luminació.